# Eosina Y
Eosina Y, um composto orgânico, cujo nome origina-se do grego εως, "amanhecer", é uma forma de eosina, pertencente ao grupo de compostos do xanteno. É um corante ácido vermelho mais comumente usado para destacar material citoplasmático em amostras em citologia e pode ser utilizado para tingir têxteis e papel. Apresenta absorção máxima a 515-518 nm.
Além da comumente usada eosina Y (onde Y é oriundo da inglês yellowish, "amarelado"), existe também a eosina B (do inglês bluish, azulado), que, diferentemente do tom amarelado a eosina Y, apresenta um tom azulado. Na molécula da eosina B, dois dos átomos de bromo são substituídos por dois grupos nitro. Ambas as eosinas são derivadas da fluoresceína.

## Usos
Tem encontrado aplicações como um catalisador fotoredox em síntese orgânica.